# Elecciones al Parlamento Europeo de 2009 (España)
Las elecciones al Parlamento Europeo de 2009 en España se celebraron el domingo 7 de junio de 2009. De acuerdo con el Tratado de Niza, en vigor, a España le corresponderán 50 de los 736 eurodiputados. En la anterior legislatura, España contó con 54 eurodiputados. Si entra en vigor el Tratado de Lisboa de 2007, España contará con 54 de los 751 miembros del Parlamento Europeo. De suceder una vez comenzada la legislatura, se agregarían esos diputados a los ya existentes.

## Candidaturas

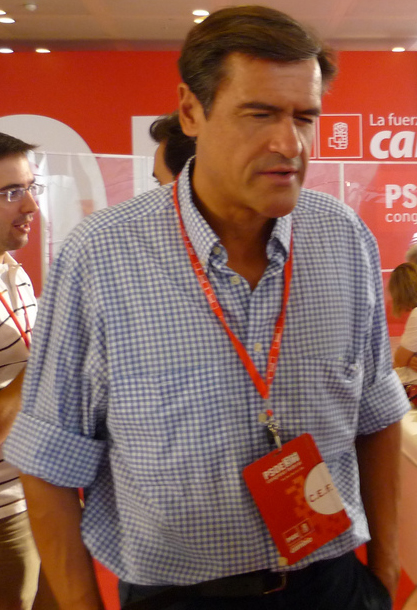
Juan Fernando López Aguilar durante el 37 Congreso del PSOE (julio de 2008).

De acuerdo con lo dispuesto en la Ley Orgánica 5/1985, de 19 de junio, del Régimen Electoral General (artículo 214), existe una única circunscripción electoral sin umbral electoral (porcentaje mínimo para ser adjudicatario de escaños; en las generales españolas es del 3%). A diferencia del resto de procesos electorales, los partidos políticos que desearan presentar su candidatura a las elecciones al Parlamento Europeo debían respaldarla con las firmas de 15.000 electores o 50 de cargos electos (Art. 220).

### Candidaturas integradas por partidos con representación en el Congreso de los Diputados

#### Partido Popular

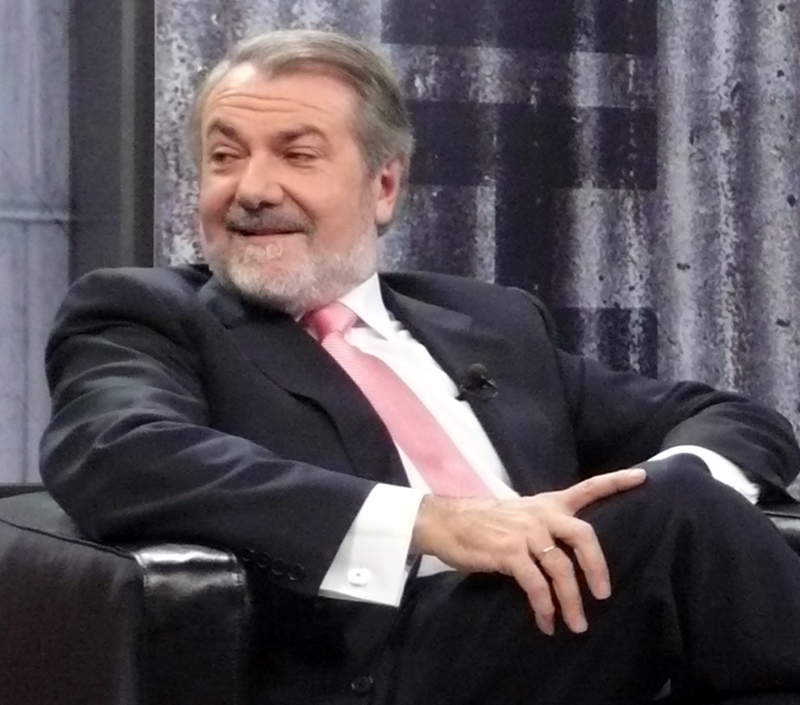
Mayor Oreja durante una entrevista en 2009.

Candidatura: Partido Popular (PP)
Integrantes de la candidatura: PP
Partido político europeo: Partido Popular Europeo
Cabeza de lista: Jaime Mayor Oreja
El Partido Popular repetirá cabeza de lista, al presentar a Jaime Mayor Oreja. Le seguirán Luis de Grandes Pascual, actual europarlamentario, Teresa Jiménez-Becerril Barrio, hermana de Alberto Jiménez-Becerril Barrio, asesinado por ETA el 30 de enero de 1998, y Alejo Vidal-Quadras Roca, también europarlamentario actualmente.
Por el contrario, sale de la lista Luis Herrero, periodista y locutor de la Cadena Cope y Gerardo Galeote, implicado supuestamente en el caso Gürtel.
Miguel Sanz, presidente de Unión del Pueblo Navarro, que había mantenido un acuerdo estable con el Partido Popular en Navarra desde 1989 y que rompió con este en 2008, anunció el 1 de abril que UPN no participaría en las elecciones y que no pediría el voto para ningún partido, si bien Yolanda Barcina se desmarcó de estas declaraciones, diciendo que no tenían una postura oficial.

#### Partido Socialista Obrero Español
Candidatura: Partido Socialista Obrero Español (PSOE)
Integrantes de la candidatura: PSOE, PSC
Partido político europeo: Partido Socialista Europeo
Cabeza de lista: Juan Fernando López Aguilar
El primer candidato del PSOE será el exministro de Justicia y líder de la oposición en el Parlamento de Canarias Juan Fernando López Aguilar. Su candidatura se filtró ya en julio de 2008. Asimismo el número dos será Ramón Jáuregui y el número tres Magdalena Álvarez. Cierra la lista el que fuera hasta 2007, Presidente del Parlamento Europeo por el PSE, José Borrell Fontelles.
La polémica de las listas surgió con la inclusión de María Ángeles Avilés, edil de Elche que estaba siendo investigada por un presunto delito de prevaricación y malversación de caudales públicos, en el número 15. Si bien, finalmente la directiva del PSOE, de forma preventiva para evitar repercusiones lesivas de un posible proceso, decidió substituir a esta por Josefa Andrés.
En Cataluña se presenta con el nombre de Partit dels Socialistes de Catalunya PSC (PSC-PSOE).

#### Coalición por Europa

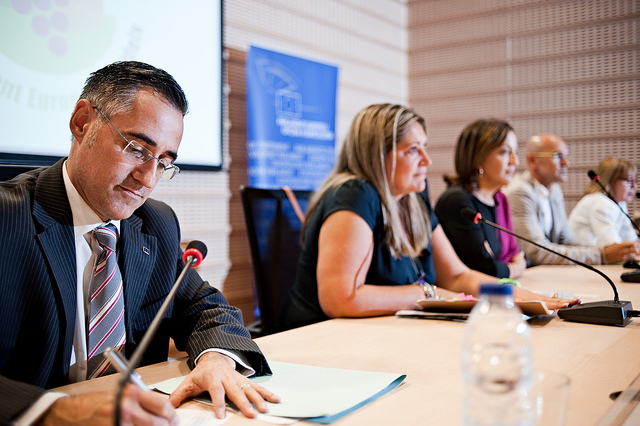
Ramon Tremosa en una jornada sobre la reforma de la PAC.

Candidatura: Coalición por Europa (CEU)
Integrantes de la candidatura: CiU, PNV, BLOC, UM, UMe, CC y PA
Partido político europeo: los miembros de la candidatura con afiliación europea pertenecen al Partido Demócrata Europeo (PNV), al Partido Europeo Liberal Demócrata Reformista (CDC y UM), al Partido Popular Europeo (UDC) y a la Alianza Libre Europea (PA).
Cabeza de lista: Ramon Tremosa (CiU)
Coalición por Europa surgió a partir de la mayor parte de los partidos que habían integrado Galeusca-Pueblos de Europa en las anteriores elecciones. Adoptaron este nombre tras la negativa del Bloque Nacionalista Galego a repetir dicha candidatura y la integración de la mayor parte de los partidos que habían formado Coalición Europea.
Finalmente, la coalición la formaron Convergència (CDC) y Unió Democràtica de Catalunya (UDC), el Partido Nacionalista Vasco (PNV), Bloc Nacionalista Valencià (BLOC), que habían formado parte de Galeusca; Unió Mallorquina, la recientemente creada Unió Menorquina (los tres últimos con relaciones preferenciales con CDC), Coalición Canaria y Partido Andalucista (estos dos pertenecientes a la Coalición Europea de 2004).
La proposición de candidatos se hizo de forma escalonada. Los primeros fueron los integrantes de Convergència i Unió: el candidato de Convergència Democràtica de Catalunya, que será el número uno de la coalición, en detrimento de Ignasi Guardans, el anterior cabeza de lista, será el economista Ramon Tremosa; por su parte Unió Democràtica de Catalunya eligió a Salvador Sedó (Sedó será el número tres de la candidatura; posiblemente el cuatro si el BNG hubiese repetido). CDC también negoció la inclusión del Bloc Nacionalista Valencià. Tras las elecciones vascas y el anuncio de que el BNG planeaba acudir a las elecciones con Esquerra Republicana de Catalunya, Aralar, Chunta Aragonesista y Eusko Alkartasuna, se hizo público que el Partido Nacionalista Vasco (PNV) sí reeditaría la coalición, barajando a Izaskun Bilbao (que dejaría de ser presidenta del Parlamento Vasco, al haberse producido un pacto entre PSE y PP) como candidata propia. Entre las razones para la ausencia del BNG se han citado las reticencias por parte de UDC, que no quería verse relegada al cuarto puesto de la lista, y los malos resultados del BNG en las elecciones gallegas, en las que perdió un escaño y el gobierno de Galicia.
De forma paralela al anuncio del mantenimiento del PNV en la candidatura, se anunció que comprendería a CiU, PNV, Bloc Nacionalista Valencià y Unió Mallorquina, al tiempo que se citaban conversaciones con Coalición Canaria y Partido Andalucista.
Paralelamente, los miembros de la antigua candidatura de Coalición Europea habían ido haciendo intentos de preparar una candidatura. Coalición Canaria barajó diferentes posibilidades, incluso la alianza con Esquerra Republicana de Catalunya, que no se concretó. También reclamó al resto de partidos nacionalistas e insularistas canarios (Nueva Canarias, Centro Canario Nacionalista) su alianza, sin éxito. Por su parte, el Partido Andalucista eligió a Carlos Bautista como su candidato.
Hubo también rumores periodísticos que apuntaban a que Tierra Comunera (en pleno proceso de refundación en el Partido Castellano) se uniera a una posible coalición con Coalición Canaria, el Partido Andalucista, el Partido Aragonés y otras formaciones de la Comunidad Valenciana y Baleares.
Finalmente, el 13 de abril de 2009 se hizo pública la presencia de Coalición Canaria en la candidatura liderada por los partidos de CiU y PNV, así como el nombre de la candidatura, incluyendo también al Partido Andalucista.
El resto de los miembros de Coalición Europea de 2004 anunciaron que no concurrirían a las elecciones.

#### La Izquierda

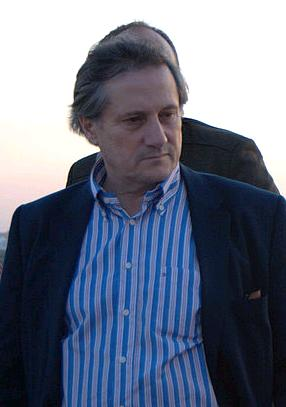
Willy Meyer (IU) en Roquetas de Mar en abril de 2009.

Candidatura: La Izquierda
Integrantes de la candidatura: IU, EUiA, ICV y BA.
Partido político europeo: ninguno. IU y EUiA pertenecen al Partido de la Izquierda Europea (EUiA también pertenece a Izquierda Anticapitalista Europea) e ICV al Partido Verde Europeo.
Cabeza de lista: Willy Meyer Pleite (IU)
Izquierda Unida anunció el 4 de febrero la candidatura de Willy Meyer, su candidato en las elecciones anteriores, sin quedar cerrada su política de alianzas. Entre las posibilidades que se barajaron se citó a Iniciativa per Catalunya Verds, con quien ya concurrió en 2004, y Esquerra Republicana de Catalunya (ERC). Finalmente sólo se confirmó la alianza con ICV y Bloque por Asturies (BA), con Willy Meyer de cabeza de lista y Raül Romeva, candidato de ICV, de número dos. El punto más conflictivo de la coalición fue el relativo al grupo al que se adscribiría el representante de ICV, en caso de ser elegido. En el preacuerdo firmado por ambas formaciones se acordó que ambas "codecidirían y compartirían" el mismo grupo parlamentario. Asimismo también se anunció el acuerdo entre Izquierda Unida e Izquierda Republicana para concurrir juntos a las elecciones y los contactos con Izquierda Anticapitalista y Confederación de Los Verdes, que no se concretaron. Iniciativa del Poble Valencià también ha manifestado su apoyo a la candidatura en la que se integrase ICV, y por lo tanto a esta coalición.

#### Unión Progreso y Democracia

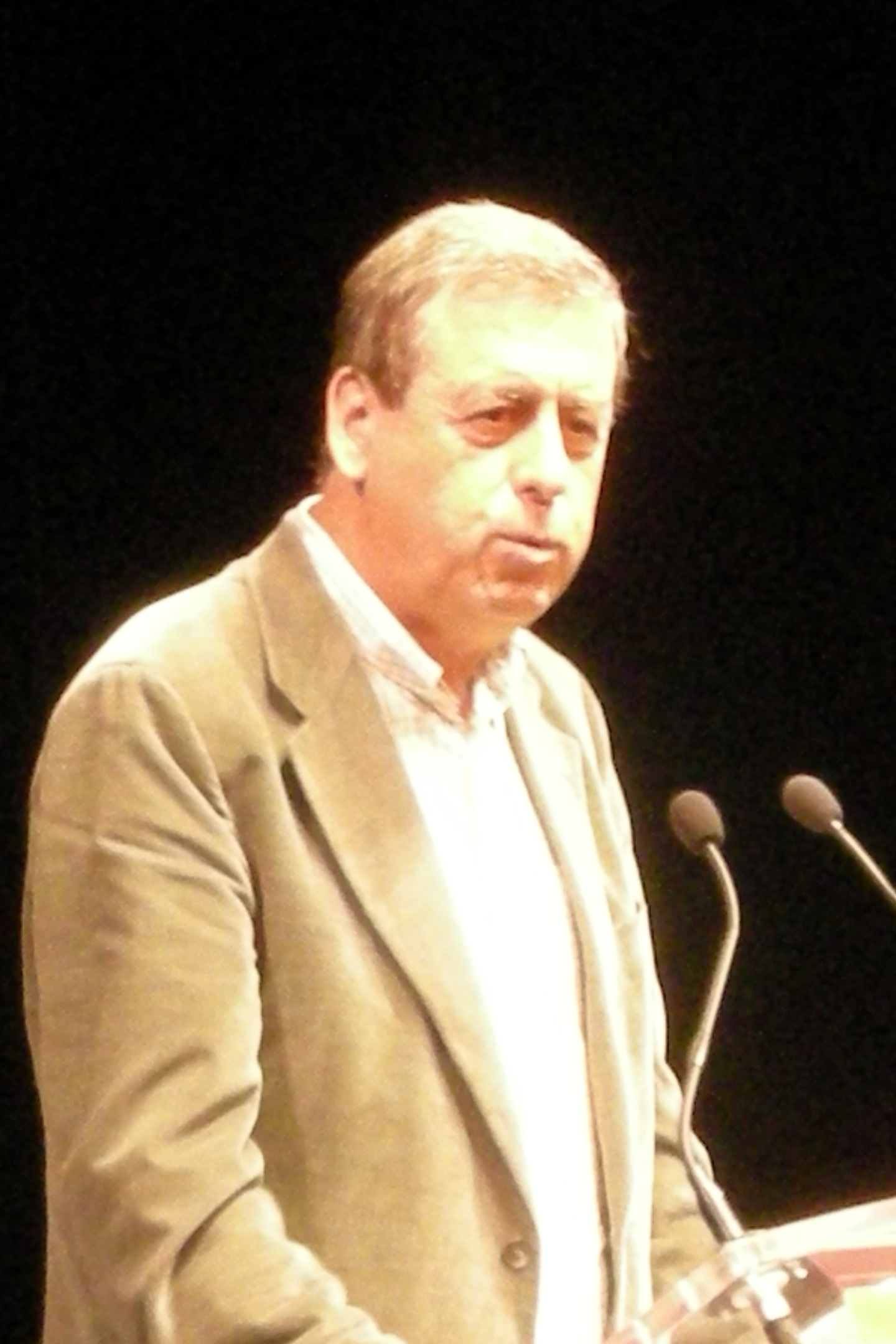
Francisco Sosa Wagner en el acto de I Aniversario de UPyD.

Candidatura: Unión Progreso y Democracia (UPyD)
Integrantes de la candidatura: UPyD
Partido político europeo: ninguno.
Cabeza de lista: Francisco Sosa Wagner
UPyD eligió como candidato al catedrático de Derecho Administrativo Francisco Sosa Wagner. Para completar el resto de la candidatura el partido implantó un sistema mediante el cual los afiliados pudieron proponer, de forma argumentada, hasta dos candidatos a pertenecer en la lista, pudiendo incluirse a sí mismos.
Al carecer de los 50 cargos públicos necesarios para formalizar la candidatura el día 15 de abril, UPyD inició una recogida de firmas, acabando el día 4 de mayo en el que presentaron más de 40.700 firmas, casi el triple de las exigidas, que fueron ratificadas por la Junta Electoral Central.

#### Europa de los Pueblos - Verdes

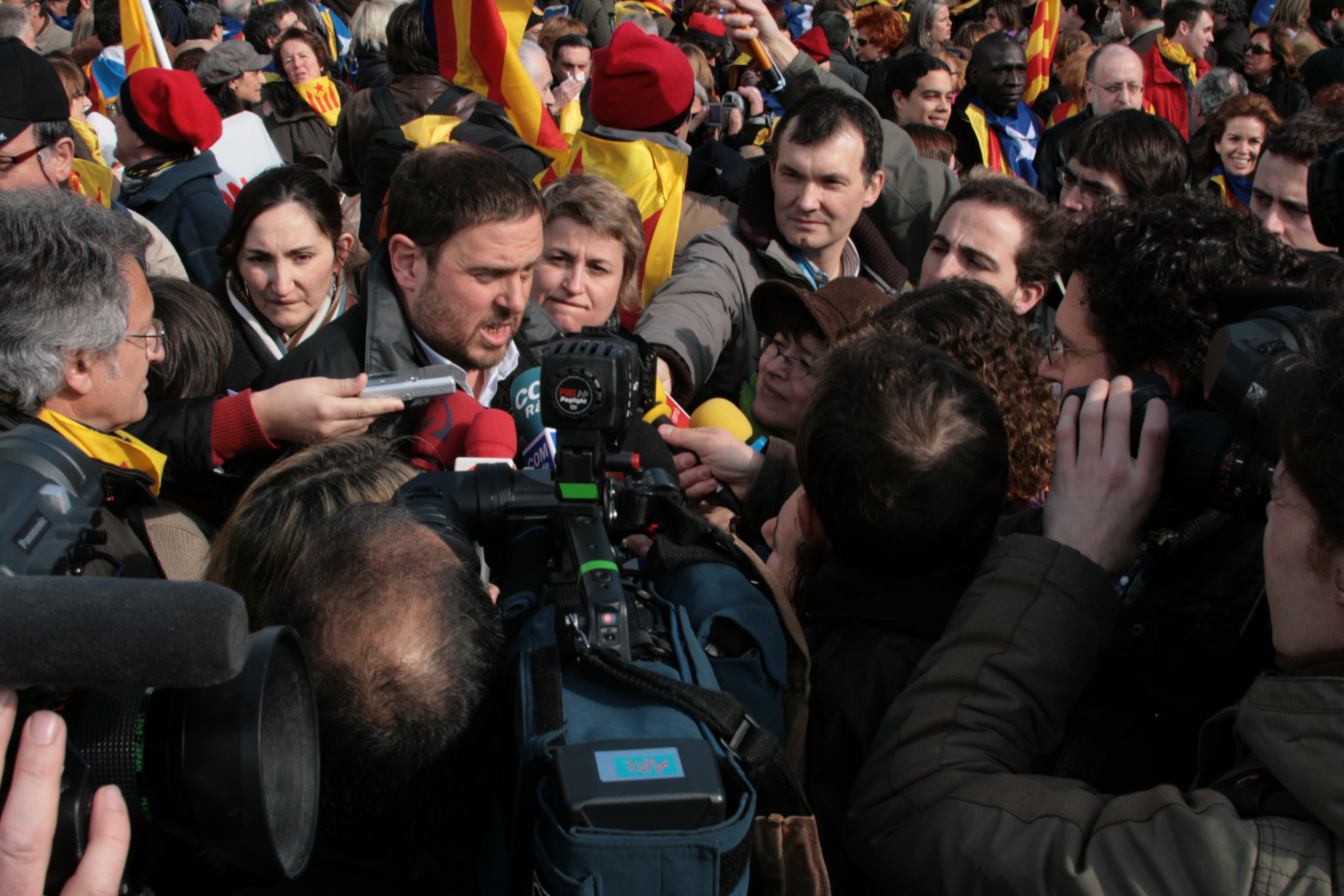
Oriol Junqueras en una manifestación independentista en Bruselas (marzo de 2009).

Candidatura: Europa de los Pueblos - Verdes (Edp-V)
Integrantes de la candidatura: ERC, BNG, Aralar, EA, CHA, ExM y Los Verdes.
Partido político europeo: los miembros de la candidatura con afiliación europea pertenecen a la Alianza Libre Europea (ERC, BNG, EA, CHA) o al Partido Verde Europeo (Los Verdes). Todos se integran en el Grupo Parlamentario ALE-Verdes del Parlamento Europeo.
Cabeza de lista: Oriol Junqueras (ERC)
Europa de los Pueblos experimentará notables modificaciones, especialmente al incorporarse dos nuevos partidos, Bloque Nacionalista Galego (BNG) y Aralar. Esquerra Republicana de Catalunya (ERC) volverá a designar al número uno de la candidatura.
Inicialmente, sin embargo, ERC había hecho una oferta a CiU para constituir una candidatura catalanista, que fue rechazada por dicho partido. Tras ello, ERC hizo público a su candidato, el independiente Oriol Junqueras. ERC mantuvo también contactos con Coalición Canaria y con Izquierda Unida, que no fructificaron. Asimismo ERC ofreció al Bloque Nacionalista Galego (BNG) presentar una candidatura conjunta de izquierdas, nacionalista e independentista como alternativa a Galeusca. En dicha candidatura también se intentaba englobar a Aralar, Eusko Alkartasuna, Chunta Aragonesista, PSM-Entesa Nacionalista, Entesa per Mallorca Confederación de Los Verdes, Nueva Canarias y algún partido nacionalista asturiano. Finalmente, la candidatura se articuló sobre el pacto alcanzado entre ERC y Aralar (que había experimentado un espectacular crecimiento en las elecciones vascas). Asimismo, se confirmó la presencia de Eusko Alkartasuna, partido que sin embargo mostró cierto malestar por la actitud de ERC en el caso de su pacto con Aralar.
Por otra parte, la Confederación de Los Verdes, que había concurrido en las anteriores elecciones con el PSOE a las elecciones de 2004, decidieron no renovar el acuerdo y entablar conversaciones con otros grupos, siendo finalmente la candidatura de Europa de los Pueblos - Verdes, la elegida. No obstante, esta decisión provocó malestar en el Partido Verde Europeo, que anunció su apoyo al otro partido que lo integra en España, Iniciativa Catalunya Verds, que renovó el acuerdo con Izquierda Unida.
El Bloque Nacionalista Galego anunció poco después su abandono de Galeusca y su unión a la candidatura liderada por ERC, confirmándose que ocuparía el número dos de la lista, que recaerá en Ana Miranda Paz. También se anunció que, aunque Nueva Canarias había anunciado públicamente que no concurriría a las elecciones europeas, se mantenían contactos con dicha formación, que, a pesar de que se llegó a dar por hecho el acuerdo, finalmente no se materializó, anuncíando NC que no se presentaría ni en coalición ni en solitario.
Otro partido que no participará en esta coalición aunque en un principio se barajase esta posibilidad es Unidá Nacionalista Asturiana (UNA), según esta debido a presiones por parte del BNG para excluirla. Asimismo tampoco será partícipe Andecha Astur, que sí lo fue en la anterior coalición, pero esta debido a motivos jurídicos.
Por su parte, el 7 de abril, el comité nacional de la Chunta Aragonesista anunció que decidiría el 18 de dicho mes si aceptaba la propuesta de la ejecutiva del partido para participar en la coalición liderada por ERC. La decisión fue afirmativa.
El martes 29 de abril, el PSM-Entesa Nacionalista, renunció a concurrir en la candidatura europea encabezada por ERC, ya que las condiciones para ir en esta incluía un pacto para concurrir en las elecciones autonómicas baleares de manera obligada con ERC y ExM, teniendo que dejar fuera, de manera obligada, a EU-IU, con el que pactó PSM en las últimas elecciones. De la misma manera Els Verds de Mallorca y Els Verds de Menorca, englobados en la Confederación de Los Verdes, renunciaron también a concurrir a las elecciones por los mismos motivos que el PSM. Si bien, esta decisión no comporta la eliminación de Los Verdes de la candidatura, ya que esta decisión ya había sido tomada en el Consejo previo.

### Candidaturas integradas por partidos con representación en parlamentos autonómicos

#### Libertas-Ciudadanos de España
Candidatura: Libertas-Ciudadanos de España
Integrantes de la candidatura: Cs, UPS y PSD
Partido político europeo: Libertas
Cabeza de lista: Miguel Durán Campos
Ciudadanos - Partido de la Ciudadanía anunció que había invitado a Unión Progreso y Democracia a concurrir juntos a las elecciones europeas, oferta que fue rechazada. Más tarde hicieron público que se presentarían a las elecciones europeas dentro de una coalición de partidos locales y regionales de toda España, que finalmente fueron sólo Unión del Pueblo Salmantino y el Partido Social Demócrata. Asimismo, anunciaron que su candidato sería su secretario de relaciones institucionales, José Manuel Villegas.
Posteriormente a este acuerdo, cuya candidatura recibió el nombre de Ciudadanos de España, llegó a un acuerdo con el partido europeo Libertas, una organización paneuropea promovida por el irlandés Declan Ganley, que lideró en su país la oposición al Tratado de Lisboa. Además, se anunció que el cabeza de lista sería Miguel Durán Campos, expresidente de ONCE y Telecinco, pasando José Manuel Villegas al segundo puesto de la lista. La coalición se definía ideológicamente como "euro-realista", y defendía "una Europa más democrática y transparente".
Este acuerdo, sin embargo, produjo una gran polémica en el seno del partido, que produjo, entre otros efectos, el abandono del partido de dos de los tres diputados que Ciudadanos tenía en el Parlamento de Cataluña, Antonio Robles y José Domingo, que rechazaron el modo en el que se había tomado la decisión así como la alianza con un partido conservador y euroescéptico.

### Candidaturas integradas por partidos extraparlamentarios
Casi una treintena de partidos y coaliciones formadas por partidos extraparlamentarios se presentan a las elecciones (más abajo la tabla con la totalidad de candidaturas presentadas).
Alternativa Española: en marzo de 2009, el Partido Conservador británico rompió con el Partido Popular Europeo, pidiendo a los 800.000 ingleses residentes en España el voto para Alternativa Española.
Centro Democrático Liberal: su candidato será Sean O'Curneen, actual secretario general del Grupo ALDE en el Comité de las Regiones de la Unión Europea. El CDL es miembro observador del Partido Europeo Liberal Demócrata Reformista desde el 16 de abril de 2009, del que también forman parte en España Convergència Democràtica de Catalunya y Unió Mallorquina.
Iniciativa Internacionalista-La solidaridad entre los pueblos: han anunciado su participación o apoyo a la coalición formada por Izquierda Castellana y Comuner@s varios partidos y organizaciones: entre otros Corriente Roja, Lucha Internacionalista, Cucha Independentista Aragonesa o Frente Popular Galega. También el entorno de Batasuna pidió el voto para esta candidatura tras resolverse su proceso de anulación. Al igual que en el caso de Izquierda Anticapitalista, la lista de esta coalición está integrada también por sindicalistas e intelectuales. Su candidato es el dramaturgo Alfonso Sastre, si bien ha declarado que en caso de conseguir escaño no lo ocupará y lo cederá a la número dos de la candidatura, Doris Benegas, de Izquierda Castellana. Iniciativa Internacionalista se define como una coalición de movimientos y partidos independentistas de izquierda, así como de una izquierda anticapitalista estatal que reconoce el derecho de autodeterminación de los pueblos.
Izquierda Anticapitalista-Revolta Global: la forman Izquierda Anticapitalista y su referente en Cataluña Revolta Global. Su cabeza de lista es la activista antiglobalización y articulista Esther Vivas, que está acompañada por activistas sindicales y de movimientos sociales. La lista cuenta asimismo con la presencia de los periodistas Alberto Arce y Patxi Ibarrondo, como independientes. Carlos Fernández Liria, profesor de Filosofía de la Universidad Complutense de Madrid, figura también en la lista. IZAN-RG recabado el apoyo de 18.688 ciudadanos y 82 cargos públicos.[cita requerida] Además la candidatura recibirá el apoyo del portavoz del Nuevo Partido Anticapitalista francés, Olivier Besancenot en dos mítines.
Los Verdes-Grupo Verde Europeo: la coalición la forman los partidos Verdes del Mediterráneo, Grupo Verde Europeo (Ibiza y Formentera), Els Verds - Alternativa Ecologista (Cataluña) y Los Verdes-Grupo Verde. Su cabeza de lista es Kristien Lesage, de Verdes del Mediterráneo, con Esteban Cabal de Los Verdes-Grupo Verde de número dos. Esta candidatura no cuenta con el respaldo del Partido Verde Europeo, cuyos representantes en España son Iniciativa per Catalunya Verds y la Confederación de Los Verdes. Estos últimos, que concurrieron con el PSOE a las elecciones de 2004, no lo hacen en esta ocasión, concurriendo en la candidatura de Europa de los Pueblos - Verdes.
Partido Antitaurino Contra el Maltrato Animal: se presenta por primera vez a las elecciones europeas.
Partido Comunista de los Pueblos de España: el PCPE se presenta al llegar a un acuerdo con 20 partidos comunistas europeos, entre los que destacan el Partido Comunista de Grecia o el Partido Comunista Portugués.
Algunos partidos y coaliciones, con intención de presentarse, no consiguieron recoger las 15.000 firmas o 50 cargos públicos de apoyo, como el Partido Pirata, la Representación Cannábica de Navarra, la Unión Ciudadana por la Democracia, Ciudadanos en Blanco o la Coalición por las Repúblicas Soberanas en Europa. Además otros partidos, incluso con representación en los parlamentos autonómicos, han decidido no presentarse, como es el caso de Unión del Pueblo Navarro, representante del Partido Popular en Navarra hasta 2008, Unión del Pueblo Leonés, el Partido Aragonés, el Partido Riojano, el Partido Regionalista de Cantabria o Convergencia de Demócratas de Navarra (los cuatro últimos estudiaron la posibilidad, finalmente descartada, de concurrir en coalición).

#### Candidaturas investigadas por su relación con Batasuna
Dada la situación de ilegalidad de Batasuna por su relación con la banda terrorista ETA y de sus diversas marcas electorales posteriores tales como ANV, PCTV o Herritarren Zerrenda (esta última creada para las elecciones al Parlamento Europeo de 2004 e impugnada por el Tribunal Supremo) se barajó la posibilidad de que esta intentara estar presente en las elecciones de 2009 a través de una lista afín. Por ello el Gobierno autorizó a la Abogacía General del Estado para que investiguara a cuatro de las candidaturas presentadas, entre ellas Iniciativa Internacionalista. No obstante, ni la Fiscalía ni las fuerzas de seguridad encontraron ningún indicio de tal intrumentalización, por lo que la Junta Electoral Central, proclamó la candidatura de Iniciativa Internacionalista el 11 de mayo. Sin embargo, la Fiscalía General y la Abogacía del Estado instaron a su anulación ante el Tribunal Supremo por considerarla sucesora del entramado ETA-Batasuna. La sala 61 de dicho tribunal acordó anular la lista en la madrugada del 16 de mayo. Sin embargo, el 22 de mayo el Tribunal Constitucional no ratificó la decisión del Tribunal Supremo al considerar "insuficiente entidad probatoria de los indicios" y que, por tanto, no podía ser considerada continuadora de Batasuna, con lo cual finalmente pudo participar en estas elecciones.
El 23 de mayo de 2009, en una rueda de prensa convocada para la ocasión, el dirigente de Batasuna Arnaldo Otegi pidió el voto de la izquierda abertzale para Iniciativa Internacionalista. Otegi afirmó que su propósito inicial había sido presentar una lista con otras fuerzas independentistas y de izquierdas, lo que había sido imposible. Tras haber constatado que tampoco podrían haberse presentado con siglas propias, habrían decidido pedir el voto para Iniciativa Internacionalista, tras la petición efectuada el día anterior por dicha organización, la cual a pesar de no ser una lista de la izquierda abertzale, «recoge buena parte de los planteamientos que la izquierda abertzale ha hecho».
También Unidá Nacionalista Asturiana fue investigada por presentar 22 avales de cargos públicos de ANV, sin embargo no se impugnaron sus listas al no haber relación con el mundo abertzale, con lo que también pudo participar en las elecciones.

### Lista completa de candidaturas
Las 35 candidaturas proclamadas por la Junta Electoral Central tras su publicación en el Boletín Oficial del Estado el día 12 de mayo de 2009 son las siguientes:
| Candidatura | Partidos que la integran              | Partido político europeo                    | Cabeza de lista                         |
| --- | ------------------------------------- | ------------------------------------------- | --------------------------------------- |
| Alternativa Española (AES) | AES                                   | -                                           | Rafael López-Diéguez Gamoneda           |
| Andecha Astur (AA) | AA                                    | -                                           | Mario Arbesú Iglesias                   |
| Centro Democrático Liberal (CDL)                                                                                               | CDL                                   | ELDR (observador)                           | Sean O'Curneen Cañas                    |
| Centro Democrático y Social (CDS)                                                                                              | CDS                                   | -                                           | Antonio Fidalgo Martín                  |
| Coalición por Europa (CEU) | CDC, UDC, PNV, CC, PA, UM, UMe y BLOC | ELDR: CDC y UM PDE: PNV PPE-DE: UDC ALE: PA | Ramón Tremosa i Balcells                |
| Democracia Nacional (DN) | DN                                    | Euronat                                     | Manuel Canduela Serrano                 |
| Europa de los Pueblos - Verdes (Edp-V)                                                                                         | ERC, BNG, Aralar, CLV, EA, CHA y ExM  | ALE: ERC, BNG, EA y CHA PVE: LV             | Oriol Junqueras i Vies                  |
| Extremadura Unida (EU) | EU                                    | -                                           | Pedro Agustín Lanzas Merino             |
| Falange Auténtica (FA) | FA                                    | -                                           | Enrique Antigüedad Sánchez              |
| Falange Española de las JONS (FE de las JONS)                                                                                  | FE-JONS                               | -                                           | Diego Márquez Horrillo                  |
| Frente Nacional (FrN) | FrN                                   | -                                           | José Fernando Cantalapiedra Vilar       |
| Iniciativa Feminista (iF) | iF                                    | -                                           | María Rosario Beatriz Carracedo Bullido |
| Iniciativa Internacionalista-La solidaridad entre los pueblos (II)                                                             | IzCa, Comuner@s                       | -                                           | Alfonso Sastre Salvador                 |
| Izquierda Anticapitalista-Revolta Global (IZAN-RG)                                                                             | IZAN y RG                             | CIAE                                        | Esther Vivas Esteve                     |
| Izquierda Unida-Iniciativa Per Catalunya Verds-Esquerra Unida i Alternativa-Bloque por Asturies: La Izquierda (IU-ICV-EUiA-BA) | IU, ICV, EUiA y BA                    | PIE: IU y EUiA PVE: ICV                     | Willy Enrique Meyer Pleite              |
| Libertas-Ciudadanos de España (LIBERTAS)                                                                                       | Cs, UPS y PSD                         | Libertas.eu                                 | Miguel Durán Campos                     |
| Los Verdes - Grupo Verde Europeo (LV-GVE)                                                                                      | LV-GV                                 | -                                           | Kristien Lesage                         |
| Movimiento Social Republicano (MSR)                                                                                            | MSR                                   | -                                           | María del Carmen Martín Padial          |
| Partido Antitaurino Contra el Maltrato Animal (PACMA)                                                                          | PACMA                                 | -                                           | Marta Jimeno Antolín                    |
| Partido Comunista de los Pueblos de España (PCPE)                                                                              | PCPE                                  | -                                           | Carmelo Antonio Suárez Cabrera          |
| Partido Familia y Vida (PFyV)                                                                                                  | PFyV                                  | -                                           | Rafael Llorente Martín                  |
| Partido Humanista (PH) | PH                                    | -                                           | José Ignacio Martínez García            |
| Partido Obrero Socialista Internacionalista (POSI)                                                                             | POSI                                  | -                                           | José Blas Ortega Llavador               |
| Partido Popular (PP) | PP                                    | PPE-DE                                      | Jaime Mayor Oreja                       |
| Partit Republicà Català (RC)                                                                                                   | RC                                    | -                                           | Josep María Armengol Villanueva         |
| Partido Socialista Obrero Español (PSOE)                                                                                       | PSOE                                  | PSE                                         | Juan Fernando López Aguilar             |
| Partido Socialista de Andalucía (PSA)                                                                                          | PSA                                   | -                                           | José Antonio Pino Barrera               |
| Por un Mundo más Justo (PUM+J)                                                                                                 | PUM+J                                 | -                                           | Ramiro Viñuales Ferreiro                |
| Salamanca-Zamora-León (PREPAL)                                                                                                 | PREPAL                                | -                                           | Francisco Iglesias Carreño              |
| Solidaridad y Autogestión Internacionalista (SAIn)                                                                             | SAIn                                  | -                                           | Rodrigo Lastra del Prado                |
| Unió Valenciana (UV) | UV                                    | -                                           | José Manuel Miralles Piqueres           |
| Unión Centrista Liberal (UCL)                                                                                                  | UCL                                   | -                                           | José Manuel Aguilar de Ben              |
| Unidá Nacionalista Asturiana (UNA)                                                                                             | UNA                                   | -                                           | Daniel Fernández Blanco                 |
| Unificación Comunista de España (UCE)                                                                                          | UCE                                   | -                                           | Nuria Suárez Hernández                  |
| Unión Progreso y Democracia (UPyD)                                                                                             | UPyD                                  | -                                           | Francisco Sosa Wagner                   |

## Encuestas
| Encuesta                                     | PSOE    | PP    | IU-ICV- EUiA-BA | UPyD | CEU    | Edp-V  | II   | Otros | En blanco |
| -------------------------------------------- | ------- | ----- | --------------- | ---- | ------ | ------ | ---- | ----- | --------- |
| Predict 09 EU(7 de abril)                    | 37,2% a | 40,2% | 5,8%            | 5,2% | 5,2% b | 6,1% b | -    | -     | -         |
| Escaños                                      | 19 a    | 21    | 2               | 2    | 3 b    | 3 b    | -    | -     | -         |
| PúblicoObradoiro de Socioloxía (12 de abril) | 39,0%   | 43,5% | 4,9%            | 3,2% | 4,8%   | 1,9%   | -    | -     | -         |
| Escaños                                      | 21      | 23    | 2               | 1    | 2      | 1      | -    | -     | -         |
| El Mundo SigmaDos (12 de abril)              | 37,9%   | 42,3% | 5,0%            | 4,4% | 4,3%   | 2,2%   | -    | -     | -         |
| Escaños                                      | 20-21   | 22-23 | 2               | 2    | 2      | 1      | -    | -     | -         |
| La RazónNC Report (20 de abril)              | 39,0%   | 43,3% |                 | 3,2% |        |        | -    | -     | -         |
| Escaños                                      | 21      | 23    | 2               | 1    | 2      | 1      | -    | -     | -         |
| Cope INVESOP (8 de mayo) Part. 58%           | 40,7%   | 44,0% |                 |      |        |        | -    | -     | -         |
| Escaños                                      | 22      | 23    | 1               | 1    | 2      | 1      | -    | -     | -         |
| Cope INVESOP (8 de mayo) Part. 40%           | 41,1%   | 45,1% |                 |      |        |        | -    | -     | -         |
| Escaños                                      | 22      | 24    | 1               | 1    | 2      | 0      | -    | -     | -         |
| PúblicoObradoiro de Socioloxía (10 de mayo)  | 40,0%   | 44,0% | 3,5%            | 3,7% | 4,0%   | 1,7%   | -    | 2,2%  | 1,0%      |
| Escaños                                      | 21-22   | 23-24 | 1               | 1-2  | 2      | 0      | -    | -     | -         |
| La Razón NC Report (11 de mayo)              | 39,9%   | 42,8% | 5,1%            | 3,4% | 4,6%   | 2,2%   | -    | -     | -         |
| Escaños                                      | 21      | 22-23 | 2               | 1-2  | 2      | 1      | -    | -     | -         |
| CIS(21 de mayo)                              | 42,8%   | 42,2% | 3,1%            | 1,3% | 5,1%   | 3,6%   | -    | -     | -         |
| Escaños                                      | 23      | 23    | 1               | 0    | 2      | 1      | -    | -     | -         |
| El Periódico GESOP (24 de mayo)              | 39,0%   | 43,0% | 4,7%            | 2,6% | 4,2%   | 3,6%   | -    | 0,9%  | 3,9%      |
| Escaños                                      | 21      | 23    | 2               | 1    | 2      | 1      | -    | -     | -         |
| La Razón NC Report (25 de mayo)              | 41,0%   | 43,7% | 3,9%            | 2,9% | 4,5%   | 2,0%   | -    | -     | -         |
| Escaños                                      | 21-22   | 23    | 1-2             | 1    | 2      | 1      | -    | -     | -         |
| Antena 3 TNS Demoscopia (28 de mayo)         | 39,7%   | 42,4% | 3,9%            | 3,1% | 4,8%   | 2,4%   | 0,8% | -     | -         |
| Escaños                                      | 21-22   | 22-23 | 2               | 1    | 2      | 1      | 0    | -     | -         |
| El País Metroscopia (31 de mayo)             | 39,3%   | 43,0% | 4,1%            | 3,0% | 5,0%   | 3,9%   | -    | -     | -         |
| Escaños                                      | 21      | 22    | 2               | 1    | 2      | 2      | -    | -     | -         |
| ABC DYM (31 de mayo)                         | 38,7%   | 40,9% | 3,3%            | 2,2% | 5,4%   | 1,8%   | -    | -     | -         |
| Escaños                                      | 21      | 23    | 1               | 1    | 3      | 1      | -    | -     | -         |
| El Mundo Sigma Dos (31 de mayo)              | 40,6%   | 42,8% | 3,4%            | 2,6% | 4,0%   | 2,7%   | -    | -     | -         |
| Escaños                                      | 21-22   | 23-24 | 1               | 1    | 2      | 1      | -    | -     | -         |
| Público Obradoiro de Socioloxía (31 de mayo) | 40,0%   | 42,6% | 4,0%            | 2,8% | 3,8%   | 2,7%   | 0,9% | 2,2%  | 1,0%      |
| Escaños                                      | 21      | 23    | 2               | 1    | 2      | 1      | 0    | -     | -         |
| La Vanguardia Instituto Noxa (31 de mayo)    | 42,5%   | 40,9% | 3,2%            | 3,3% | 4,9%   | 2,2%   | -    | -     | -         |
| Escaños                                      | 23      | 22    | 1               | 1    | 2      | 1      | -    | -     | -         |

a Los resultados del PSOE incluyen a Confederación de Los Verdes que en 2009 acuden con Europa de los Pueblos - Verdes

b Los resultados de Coalición Europea incluye a BNG, cuando esta ha anunciado posteriormente su participación en Europa de los Pueblos - Verdes.

## Resultados

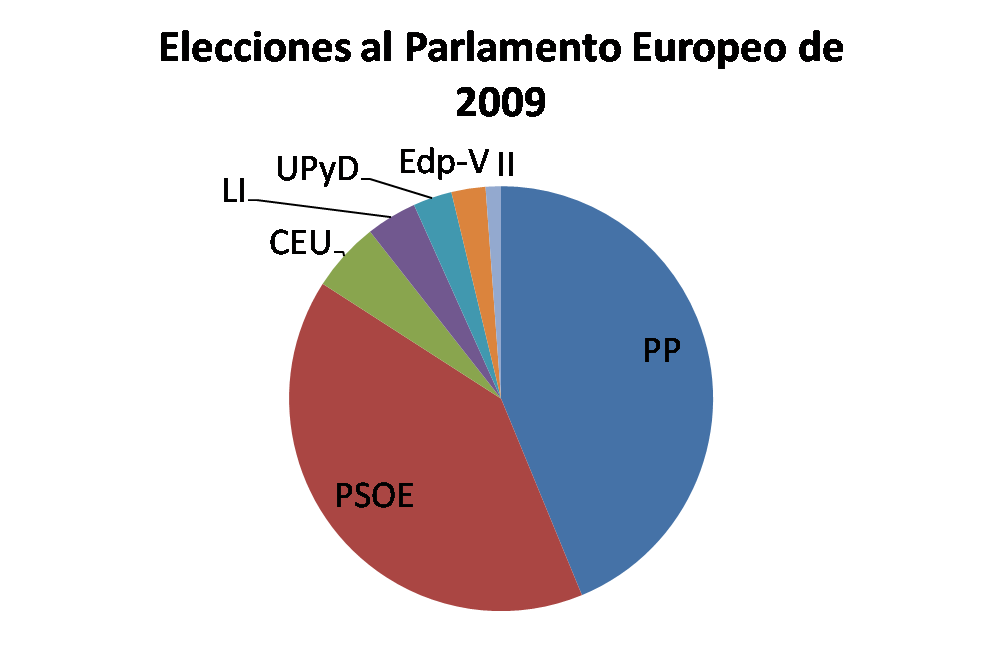
Resultados por porcentaje del voto válido.

La participación ascendió al 44,90%, un porcentaje muy similar al de las elecciones de 2004, que fueron las elecciones europeas con menor participación en España hasta la fecha. De los votos emitidos, el 0,63% fue nulo. De los válidos, el 1,41% fue en blanco. El número de votos a candidaturas fue de 15.615.296.
De las 35 candidaturas presentadas, sólo seis obtuvieron representación. La lista más votada fue la del Partido Popular, quedando el PSOE en segundo lugar. Ambos partidos pierden representación respecto a las anteriores elecciones europeas en unos comicios en que se reduce en cuatro el número de escaños que corresponden a España: el PSOE pierde cuatro escaños y el PP pierde uno. Sin embargo, el PP mejora sus resultados en un punto porcentual, mientras el PSOE empeora su porcentaje de votos en cinco puntos. Coalición por Europa e Izquierda Unida (La Izquierda) mantienen respectivamente su tercer y cuarto puesto con dos escaños cada uno, mientras que Unión Progreso y Democracia consigue un escaño y Europa de los Pueblos mantiene el que consiguió en 2004. El bipartidismo pierde algo de terreno, al sumar PP y PSOE el 82,05% de los votos, frente al 84,67 de las anteriores elecciones europeas.
| Datos de participación | Datos de participación | Datos de participación |
| ---------------------- | ---------------------- | ---------------------- |
| Censo electoral        | 35.492.567             | 100%                   |
| Votos                  | 15.935.147             | 44,90%                 |
| Votos nulos            | 99.380                 | 0,62%                  |
| Votos válidos          | 15.835.767             |                        |
| Votos en blanco        | 220.471                | 1,41%                  |
| Votos a candidaturas   | 15.615.296             |                        |

| ← Elecciones al Parlamento Europeo de 2009 →                  |                             |           |       |         |      |
| Partido                                                       | Cabeza de lista             | Votos     | %     | Escaños | +/-  |
| Partido Popular                                               | Jaime Mayor Oreja           | 6.670.377 | 42,12 | 24      | =    |
| Partido Socialista Obrero Español                             | Juan Fernando López Aguilar | 6.141.784 | 38,78 | 23      | -2   |
| Coalición por Europa                                          | Ramon Tremosa               | 808.246   | 5,10  | 3       | +1 a |
| La Izquierda                                                  | Willy Meyer                 | 588.248   | 3,71  | 2       | =    |
| Unión Progreso y Democracia                                   | Francisco Sosa Wagner       | 451.866   | 2,85  | 1       | +1   |
| Europa de los Pueblos - Verdes                                | Oriol Junqueras             | 394.938   | 2,49  | 1       | = b  |
| Iniciativa Internacionalista-La solidaridad entre los pueblos | Alfonso Sastre              | 178.121   | 1,12  | 0       | =    |
| Los Verdes - Grupo Verde Europeo c                            | Kristien Lesage             | 89.147    | 0,56  | 0       | =    |
| Partido Antitaurino Contra el Maltrato Animal                 | Marta Jimeno                | 41.913    | 0,26  | 0       | =    |
| Por un Mundo más Justo                                        | Ramiro Viñuales             | 24.507    | 0,15  | 0       | =    |
| Libertas-Ciudadanos de España                                 | Miguel Durán                | 22.903    | 0,14  | 0       | =    |
| Izquierda Anticapitalista                                     | Esther Vivas                | 19.735    | 0,12  | 0       | =    |
| Alternativa Española                                          | Rafael López-Diéguez        | 19.583    | 0,12  | 0       | =    |
| Partido Comunista de los Pueblos de España                    | Carmelo Suárez              | 15.221    | 0,10  | 0       | =    |
| Partido Socialista de Andalucía                               |                             | 13.993    | 0,09  | 0       | =    |
| Partido Obrero Socialista Internacionalista                   |                             | 12.344    | 0,08  | 0       | =    |
| Partido Familia y Vida                                        |                             | 10.456    | 0,07  | 0       | =    |
| Centro Democrático y Social                                   |                             | 10.144    | 0,06  | 0       | =    |
| Falange Española de las JONS                                  |                             | 10.031    | 0,06  | 0       | =    |
| Democracia Nacional                                           |                             | 9.950     | 0,06  | 0       | =    |
| Iniciativa Feminista                                          |                             | 9.721     | 0,06  | 0       | =    |
| Frente Nacional                                               |                             | 7.970     | 0,05  | 0       | =    |
| Partit Republicà Català                                       |                             | 7.547     | 0,05  | 0       | =    |
| Partido Humanista de España                                   |                             | 7.009     | 0,04  | 0       | =    |
| Unió Valenciana                                               |                             | 6.072     | 0,04  | 0       | =    |
| Movimiento Social Republicano                                 |                             | 6.009     | 0,04  | 0       | =    |
| Solidaridad y Autogestión Internacionalista                   |                             | 5.877     | 0,04  | 0       | =    |
| Centro Democrático Liberal                                    |                             | 5.733     | 0,04  | 0       | =    |
| Falange Auténtica                                             |                             | 5.165     | 0,03  | 0       | =    |
| Extremadura Unida                                             |                             | 5.007     | 0,03  | 0       | =    |
| Partido Regionalista del País Leonés                          |                             | 4.767     | 0,03  | 0       | =    |
| Unificación Comunista de España                               |                             | 3.483     | 0,02  | 0       | =    |
| Unidá Nacionalista Asturiana                                  |                             | 3.183     | 0,02  | 0       | =    |
| Andecha Astur                                                 |                             | 2.255     | 0,01  | 0       | =    |
| Unión Centrista Liberal                                       |                             | 1.991     | 0,01  | 0       | =    |

a Respecto a Galeusca - Pueblos de Europa.

b Respecto a Europa de los Pueblos.

c Incluye a Los Verdes-Grupo Verde, Verdes del Mediterráneo, Els Verds - L'Alternativa Ecologista y Grupo Verde Europeo.

El último escaño lo consiguió el Partido Popular. En caso de que entre en vigor el Tratado de Lisboa, España enviará cuatro diputados más. Serían dos del PSOE, uno del PP y uno de Coalición por Europa (concretamente de Unió Democràtica de Catalunya).
Por otra parte, Europa de los Pueblos - Verdes estableció al constituirse un sistema de rotación proporcional entre los cuatro primeros candidatos y aquellos que correspondieran a partidos que superasen 40.000 votos en su comunidad autónoma.
| Candidatura en la circunscripción electoral española | Partido político reconocido a nivel europeo | Partido político reconocido a nivel europeo | Partido político reconocido a nivel europeo | Partido político reconocido a nivel europeo | Partido político reconocido a nivel europeo | Partido político reconocido a nivel europeo | Partido político reconocido a nivel europeo | Partido político reconocido a nivel europeo |
| Candidatura en la circunscripción electoral española | PPE | PSE | ELDR                                        | PDE                                         | PVE                                         | ALE                                         | PIE                                         | Sin adscripción                             |
| ---------------------------------------------------- | --- | --- | ------------------------------------------- | ------------------------------------------- | ------------------------------------------- | ------------------------------------------- | ------------------------------------------- | ------------------------------------------- |
| PP                                                   | 23 (24a) Jaime Mayor Oreja, Luis de Grandes Pascual, Teresa Jiménez-Becerril Barrio, Alejo Vidal-Quadras Roca, Pilar del Castillo Vera, José Manuel García-Margallo Marfil, Carmen Fraga Estévez, Pablo Zalba Bidegain, Íñigo Méndez de Vigo Montojo, Rosa Estaràs Ferragut, Francisco Millán Mon, Agustín Díaz de Mera García-Consuegra, Gabriel Mato Adrover, Pilar Ayuso González, Verónica Lope Fontagne, Carlos Iturgaiz Angulo, Antonio López-Istúriz White, Cristina Gutiérrez-Cortines Corral, José Ignacio Salafranca Sánchez-Neyra, María Esther Herranz García, Pablo Arias Echeverría, Salvador Garriga Polledo, Santiago Fisas Ayxelá, Eva Ortiz Vilellaa | |                                             |                                             |                                             |                                             |                                             |                                             |
| PSOE                                                 | | 21 (23a) Juan Fernando López Aguilar, Ramón Jáuregui Atondo, Magdalena Álvarez Arza, María Badia i Cutchet (PSC), Miguel Ángel Martínez Martínez, Carmen Romero López, Alejandro Cercas Alonso, Iratxe García Pérez, Enrique Guerrero Salom, Inés Ayala Sender, Antolín Sánchez Presedo, Juan Andrés Perelló Rodríguez, Raimon Obiols i Germà (PSC), Eider Gardiazabal Rubial, Josefa Andrés Barea, Luis Yáñez Barnuevo, Antonio Masip Hidalgo, Emilio Menéndez del Valle, María Muñiz de Urquiza, Teresa Riera Madurell, Ricardo Cortés Lastra, Sergio Gutiérrez Prietoa, María Irigoyen Péreza |                                             |                                             |                                             |                                             |                                             |                                             |
| CEU                                                  | 0 (1a) (UDC) Salvador Sedó i Alabarta | | 1 (CDC) Ramon Tremosa i Balcells            | 1 (EAJ-PNV) Izaskun Bilbao Barandika        |                                             |                                             |                                             |                                             |
| La Izquierda                                         | | |                                             |                                             | 1 (ICV) Raül Romeva i Rueda                 |                                             | 1 (IU) Willy Meyer Pleite                   |                                             |
| UPyD                                                 | | |                                             |                                             |                                             |                                             |                                             | 1 Francisco Sosa Wagner                     |
| Edp-V                                                | | |                                             |                                             | 1 (rotatorio: ERC/BNG/Aralar/Los Verdes)b   | 1 (rotatorio: ERC/BNG/Aralar/Los Verdes)b   |                                             |                                             |
| Total                                                | 23 (26)a | 21 (23)a | 1                                           | 1                                           | 1/2b                                        | 1/0b                                        | 1                                           | 1                                           |

aEn caso de aprobarse el Tratado de Lisboa

bEn el acuerdo electoral de los partidos, se estableció que el escaño sería rotativo para las fuerzas que obtuvieran al menos 40.000 votos en sus comunidades. En base al resultado obtenido por Edp-V, tanto ERC como BNG, Aralar y Los Verdes deberán rotar el escaño. Se ha barajado que Oriol Junqueras (ERC) ocupe el escaño durante los casi primeros tres años de legislatura, que Ana Miranda (BNG) e Inaki Irazabalbeitia (Aralar) se repartan los dos siguientes años y que Pura Peris (Los Verdes) lo haga los últimos seis meses.

### Incidencias
En la jornada electoral del 7 de junio, el PP denunció ante la Junta Electoral Central (JEC) que la cadena radiofónica Los 40 Principales emitió cuñas publicitarias en las que se pedía el voto para el PSOE, contraviniendo la legislación electoral española que prohíbe la difusión de propaganda y la realización de acto alguno de campaña durante las jornadas de reflexión y electoral. Tras escucharse las alegaciones de la parte denunciada, la JEC resolvió incoar un expediente sancionador a Daniel Anido, director general de la Cadena SER, emisora afiliada al mismo grupo empresarial que Los 40 Principales (Unión Radio).

### Denuncia de irregularidades
Tras la publicación de los resultados provisionales, Iniciativa Internacionalista - La Solidaridad entre los Pueblos denunció numerosas irregularidades. Así, en el País Vasco y Navarra, los interventores de II-SP afirmaron que al menos 1.800 votos les habían correspondido, habrían ido a parar a otras candidaturas en el escrutinio oficial, realizado por la Junta Electoral Central. Según el diario de la izquierda abertzale, Gara, en localidades como Cardedeu, Sitges, San Felíu de Llobregat o Benicarló los datos de los ayuntamientos no coincidirían con los del Ministerio del Interior ni en blancos, ni en nulos y en algunos casos tampoco en el número de votantes, apuntando también a la existencia de irregularidades en toda España. Desde Iniciativa Internacionalista - La Solidaridad entre los Pueblos también se afirmó que habían recibido numerosas quejas de votantes que habrían votado a dicha candidatura, para luego encontrar que en los resultados oficiales II-SP no habría obtenido ningún voto en sus circunscripciones. También denunciaron como sospechoso el incremento de votos nulos, sobre todo destacable en Cataluña (57.000 votos nulos en toda España descontando los 113.000 atribuidos a Herritarren Zerrenda en el 2004), así como el de voto en blanco (125.000 blancos respecto a las anteriores Elecciones al Parlamento Europeo), cuando ningún sector relevante ha hecho llamamiento a este tipo de voto, ni ha habido un incremento general de voto. En Cataluña, en particular, se pasó de 4.418 votos nulos en 2004 a 15.654 en 2009, los votos en blanco pasaron de 11.657 en 2004 a 55.811 en 2009. Esto, sumado a lo anteriormente descrito, les dio paso a valorar la posibilidad, que a estas alturas no descartamos, de impugnar las elecciones europeas en el conjunto del Estado Español.
En sentido diferente, el Partido Popular interpuso una denuncia ante la Junta Electoral de Vizcaya contra Iniciativa Internacionalista-Solidaridad entre los Pueblos por portar sus apoderados camisetas y carteles aludiendo a Jon Anza, militante de ETA desaparecido en Francia en mayo de 2009, en tres colegios electorales de Lejona.
También UPyD denunció irregularidades, en concreto, en Burguillos del Cerro, por la ausencia de las papeletas de diversos partidos, denunciando que lo ocurrido, junto al abstencionismo, son una prueba evidente de hasta que punto las prácticas antidemocráticas se están institucionalizando en nuestro país.
Tras la proclamación de los resultados definitivos el 24 de junio por parte de la Junta Electoral Central, II-SP interpuso un recurso contencioso-electoral, reclamando la anulación de las elecciones. Mediante un comunicado, afirmó que un fraude electoral habría conseguido que no obtuvieran escaño en el Parlamento Europeo y que tenían intención de llegar a las más altas instancias internacionales, tanto a nivel jurídico como de denuncia política. El 15 de julio, el Tribunal Supremo rechazó el recurso de Iniciativa Internacionalista, ante lo cual sus representantes anunciaron que interpondrían un nuevo recurso ante el Tribunal Constitucional. El cual rechazó las afirmaciones vertidas y declaró válidas las elecciones y su resultado.

### Distribución por grupos parlamentarios
Tras la constitución del Parlamento Europeo en julio de 2009, los europarlamentarios españoles quedaron encuadrados en los siguientes grupos parlamentarios:
| Partido Popular (PP)                     | 23 |    |                   |                                          |        |   |
| Partido Socialista Obrero Español (PSOE) |    | 21 |                   |                                          |        |   |
| Coalición por Europa (CEU)               |    |    | 2 (CDC y EAJ-PNV) |                                          |        |   |
| La Izquierda                             |    |    |                   | 1 (ICV)                                  | 1 (IU) |   |
| Unión Progreso y Democracia (UPyD)       |    |    |                   |                                          |        | 1 |
| Europa de los Pueblos-Verdes (Edp-V)     |    |    |                   | 1 (rotatorio: ERC/BNG/Aralar/Los Verdes) |        |   |
| Total                                    | 23 | 21 | 2                 | 2                                        | 1      | 1 |

## Eurodiputados en la legislatura 2009-2014
Listado de los eurodiputados españoles en la legislatura 2009-2014:
| Nombre                                | Partido                                      | País   |
| ------------------------------------- | -------------------------------------------- | ------ |
| Josefa Andrés Barea                   | Partido Socialista Europeo                   | España |
| Pablo Arias Echeverría                | Partido Popular Europeo                      | España |
| Inés Ayala Sender                     | Partido Socialista Europeo                   | España |
| María del Pilar Ayuso González        | Partido Popular Europeo                      | España |
| Maria Badia i Cutchet                 | Partido Socialista Europeo                   | España |
| Izaskun Bilbao Barandica              | Partido Europeo Liberal Demócrata Reformista | España |
| Pilar del Castillo Vera               | Partido Popular Europeo                      | España |
| Alejandro Cercas                      | Partido Socialista Europeo                   | España |
| María Auxiliadora Correa Zamora       | Partido Popular Europeo                      | España |
| Ricardo Cortés Lastra                 | Partido Socialista Europeo                   | España |
| Agustín Díaz de Mera García Consuegra | Partido Popular Europeo                      | España |
| Rosa Estaràs Ferragut                 | Partido Popular Europeo                      | España |
| Santiago Fisas Ayxela                 | Partido Popular Europeo                      | España |
| Carmen Fraga Estévez                  | Partido Popular Europeo                      | España |
| Vicente Miguel Garcés Ramón           | Partido Socialista Europeo                   | España |
| Iratxe García Pérez                   | Partido Socialista Europeo                   | España |
| Dolores García-Hierro Caraballo       | Partido Socialista Europeo                   | España |
| Eider Gardiazábal Rubial              | Partido Socialista Europeo                   | España |
| Salvador Garriga Polledo              | Partido Popular Europeo                      | España |
| Luis de Grandes Pascual               | Partido Popular Europeo                      | España |
| Enrique Guerrero Salom                | Partido Socialista Europeo                   | España |
| Cristina Gutiérrez-Cortines           | Partido Popular Europeo                      | España |
| Sergio Gutiérrez Prieto               | Partido Socialista Europeo                   | España |
| Esther Herranz García                 | Partido Popular Europeo                      | España |
| María Irigoyen Pérez                  | Partido Socialista Europeo                   | España |
| Carlos José Iturgaiz Angulo           | Partido Popular Europeo                      | España |
| Teresa Jiménez-Becerril Barrio        | Partido Popular Europeo                      | España |
| Verónica Lope Fontagné                | Partido Popular Europeo                      | España |
| Juan Fernando López Aguilar           | Partido Socialista Europeo                   | España |
| Antonio López-Istúriz White           | Partido Popular Europeo                      | España |
| Miguel Ángel Martínez Martínez        | Partido Socialista Europeo                   | España |
| Antonio Masip Hidalgo                 | Partido Socialista Europeo                   | España |
| Gabriel Mato Adrover                  | Partido Popular Europeo                      | España |
| Jaime Mayor Oreja                     | Partido Popular Europeo                      | España |
| Emilio Menéndez del Valle             | Partido Socialista Europeo                   | España |
| Willy Meyer Pleite                    | Partido de la Izquierda Europea              | España |
| Francisco José Millán Mon             | Partido Popular Europeo                      | España |
| Ana Miranda Paz                       | Los Verdes - Alianza Libre Europea           | España |
| María Muñiz de Urquiza                | Partido Socialista Europeo                   | España |
| José Andrés Naranjo Escobar           | Partido Popular Europeo                      | España |
| Raimon Obiols i Germà                 | Partido Socialista Europeo                   | España |
| Eva Ortiz Vilella                     | Partido Popular Europeo                      | España |
| Andrés Perello Rodríguez              | Partido Socialista Europeo                   | España |
| Teresa Riera Madurell                 | Partido Socialista Europeo                   | España |
| Carmen Romero López                   | Partido Socialista Europeo                   | España |
| Raül Romeva i Rueda                   | Partido Verde Europeo                        | España |
| José Ignacio Salafranca Sánchez-Neyra | Partido Popular Europeo                      | España |
| Antolín Sánchez Presedo               | Partido Socialista Europeo                   | España |
| Salvador Sedó i Alabart               | Partido Popular Europeo                      | España |
| Francisco Sosa Wagner                 | No adscrito                                  | España |
| Ramón Tremosa i Balcells              | Partido Europeo Liberal Demócrata Reformista | España |
| Alejo Vidal-Quadras                   | Partido Popular Europeo                      | España |
| Luis Yáñez-Barnuevo                   | Partido Socialista Europeo                   | España |
| Pablo Zalba Bidegain                  | Partido Popular Europeo                      | España |